# Straßberg (Sankt Wolfgang)
Straßberg (auch Strassberg) ist ein Gemeindeteil von St. Wolfgang im oberbayerischen Landkreis Erding.

## Lage

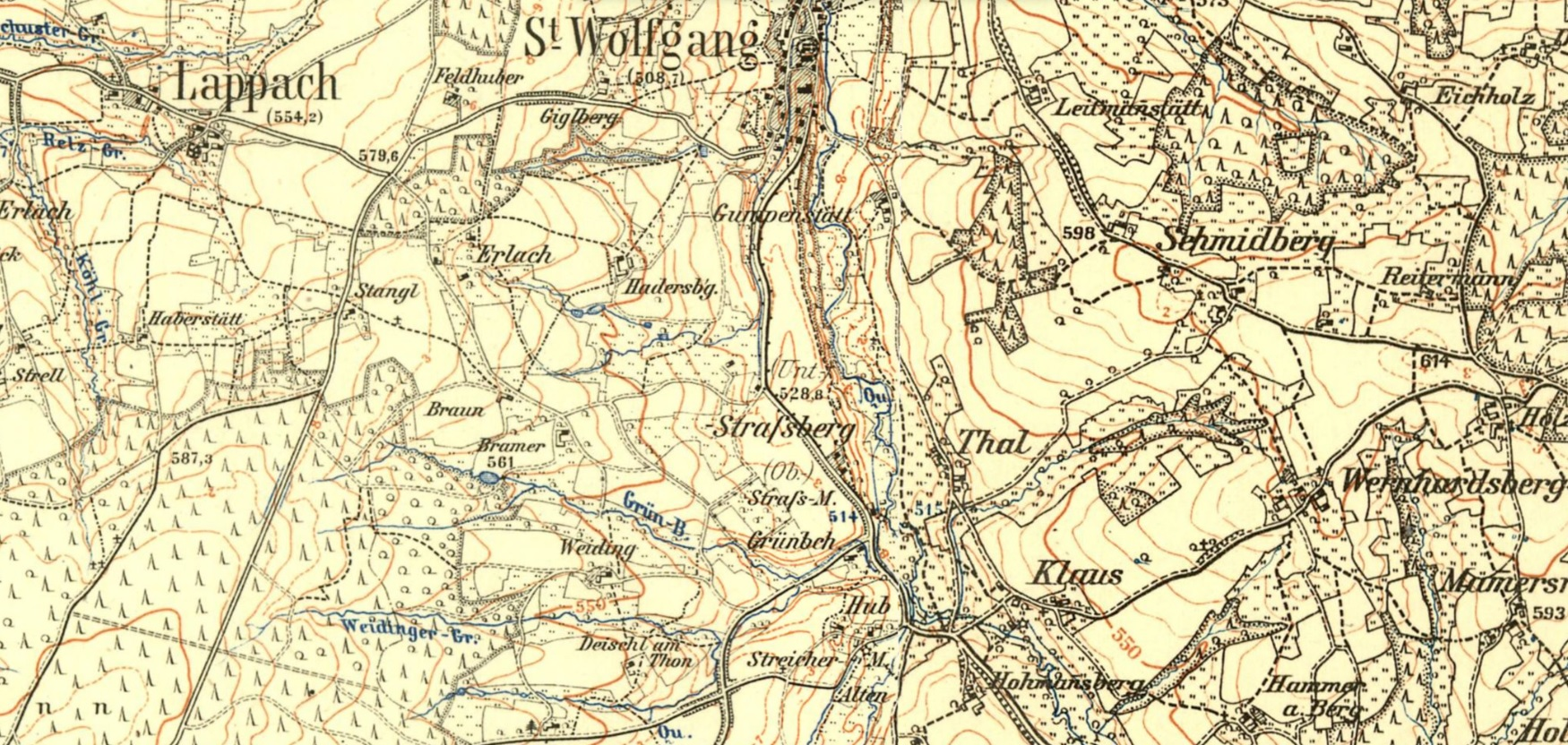
„Straſsberg“ auf einer Karte von 1913

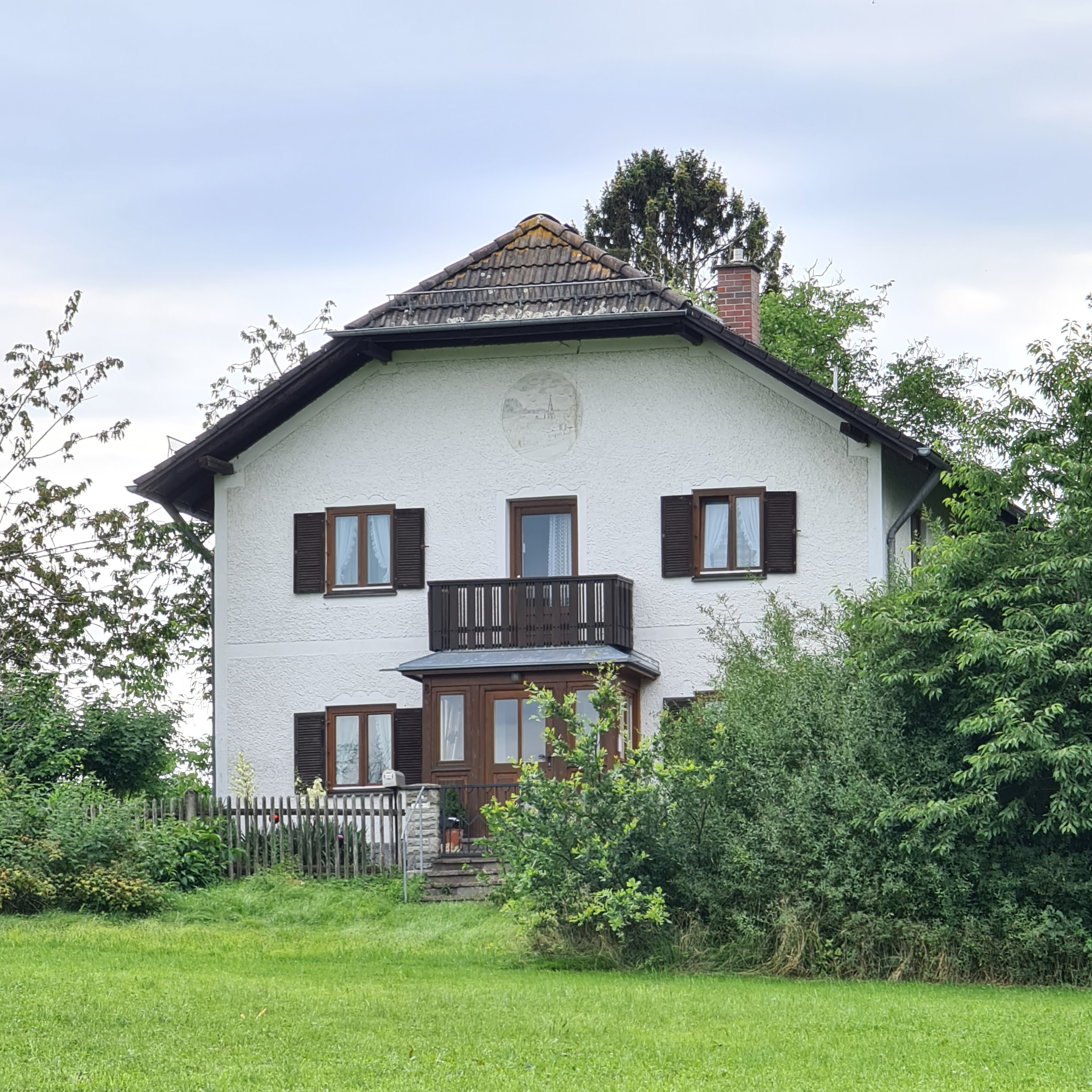
Walmdachhaus, Straßberg 8

Straßberg lag früher als abgeschiedener Weiler südlich von Sankt Wolfgang und beschreibt heute den südlichen Ortsteil des mit ihm zusammengewachsenen Gemeindehauptorts Sankt Wolfgang. Auf historischen Karten werden die Häuser des Weilers im Bereich zwischen der heutigen Bundesstraße B 15, dem Grünbach und der Goldach nördlich der „Straſs-Mühle“ eingezeichnet. Einige Häuser an der B 15 werden mit den ungeraden Hausnummern Straßberg 1, 3 und 5 bezeichnet, und in einer von der Wasserburger Straße abzweigenden Sackgasse steht die gerade Hausnummer 8. Die Hausnummern 10 und 12 liegen auf der Westseite der B 15, die auf manchen Karten daher in diesem Bereich auch den Straßennamen Straßberg statt Hauptstraße trägt.

## Einfirsthof
Der	Wohnteil des ehemaligen Kleinhauses Straßberg 1 ist ein erdgeschossiger Einfirsthof mit Blockbau, Kniestock und flachem Satteldach aus dem 18. Jahrhundert. Er ist als Baudenkmal in die Liste der Baudenkmäler in Sankt Wolfgang eingetragen.

## Bevölkerungsentwicklung
Um 1871 gab es in Straßberg 18 Einwohner. Im Mai 1987 lebten dort 26 Einwohner in neun Wohngebäuden, von denen eines in zwei Wohnungen aufgeteilt war.
| Jahr      | 1871 | 1925 | 1950 | 1970 | 1987 |
| Einwohner | 18   | 43   | 57   | 38   | 26   |